# 南部縦貫
南部縦貫株式会社（なんぶじゅうかん）は、青森県上北郡七戸町に本社を置き業務受託を主な事業内容とする日本の企業。
設立時の社名は南部縦貫鉄道株式会社（なんぶじゅうかんてつどう）で、1997年まで鉄道事業者として南部縦貫鉄道線を運行していたが、鉄道事業廃止後に現社名に商号変更した。1963年より鉄道事業と並行して「縦貫タクシー」の通称で営業してきたタクシー事業は2013年に売却し、株式会社縦貫タクシーとして経営分離された。
鉄道会社としての経営は開業当初より厳しく（詳しくは南部縦貫鉄道線の項を参照）、1966年には会社更生法を適用。その際に再建策として沿線自治体の給食調理・運搬、公共施設の清掃業務等の業務受託事業を開始。鉄道事業廃止後も業務受託事業を行う企業として存続している。

## 沿革

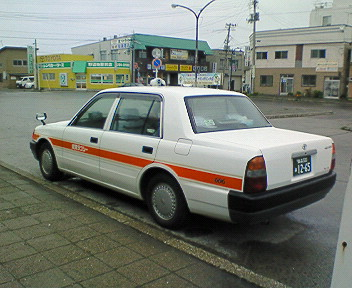
縦貫タクシー。野辺地駅にて（2007年9月）

- 1953年（昭和28年）12月23日 - 鉄道建設による沿線の開発を目的に、七戸町、天間林村ほか上北地域の地元自治体および住民の出資により南部縦貫鉄道株式会社を設立。
- 1962年（昭和37年）10月20日 - 南部縦貫鉄道線開業。
- 1966年（昭和41年）5月 - 会社更生法適用を申請。（1984年（昭和59年）に更生計画終了）
- 1968年（昭和43年）
  - 5月16日 - 十勝沖地震で南部縦貫鉄道線全線不通となる。
  - 8月5日 - 国鉄東北本線の線路付け替えに伴い、廃止区間を借用し野辺地 - 千曳（名称を西千曳に変更）間を延長し、全線復旧・運行再開する。
- 1984年（昭和59年）2月1日 - 貨物営業廃止。
- 1997年（平成9年）5月6日 - 借用していた旧東北本線の路盤を日本国有鉄道清算事業団から買い取りを要請されたが資金を捻出できず鉄道運行休止[2][3]。
- 2002年（平成14年）8月1日 - 南部縦貫鉄道線廃止。
- 2004年（平成15年） - 南部縦貫鉄道株式会社から南部縦貫株式会社に商号変更。
- 2013年（平成25年） - 一般乗用旅客自動車運送事業を売却。